# José Alves da Silva
José Alves da Silva (Angra do Heroísmo, 3 de Junho de 1850 — Angra do Heroísmo, 14 de Setembro de 1922) foi um padre, político, investigador da história local e jornalista açoriano.

## Biografia
Natural da freguesia da Conceição da cidade de Angra do Heroísmo, em 1860, logo que concluiu a instrução primária, foi admitido como menino de coro da Sé Catedral de Angra. Decidido a uma carreira eclesiástica, foi ordenado presbítero a 20 de Setembro de 1873. 
O padre José Alves da Silva teve uma carreira brilhante, foi corista, capelão e cantor da Sé de Angra, cura na Matriz de Santa Catarina da vila da Calheta, ilha de São Jorge, e na Igreja da Conceição de Angra. Foi vigário da paróquia de São Roque dos Altares no período de 1879 a 1901. Foi agraciado com o título de monsenhor e feito cónego da Sé de Angra em 1899. Foi examinador pro-sinodal.
Distinguiu-se como um activo e vigoroso jornalista católico. Para além de colaborar em vários jornais açorianos, com destaque para A União, foi redactor dos jornais O Católico (1876-1886), o Cartão de Visita (1891-1893) e O Peregrino de Lurdes (1887-1907), todos editados na ilha Terceira.  Dirigiu e redigiu o Boletim Eclesiástico dos Açores, o órgão oficial da Diocese de Angra.
A pedido de Manuel Vieira Mendes da Silva, proprietário e director de A União, preparou e publicou em 1891 uma edição anotada da Topografia ou descrição física, política da ilha Terceira, do padre Jerónimo Emiliano de Andrade. As numerosas notas e acrescentos que introduziu na edição valorizaram sobremaneira a obra, sendo importantes para o conhecimento da corografia da ilha e da administração pública no século XIX.
José Alves da Silva foi activo na vida política terceirense, assumindo lugar destacado na liderança local do Partido Regenerador. Nessas funções coube-lhe em 1893 fazer o elogio fúnebre de José Maria Sieuve de Meneses, o 1.º conde de Sieuve de Meneses, líder histórico do partido em Angra do Heroísmo. O elogio, de cariz eminentemente político, foi publicado em folheto.
Opositor dos projectos autonomistas, criticou na imprensa terceirense os objectivos do Primeiro Movimento Autonomista, sendo um dos poucos políticos açorianos que se assumiu contra o projecto legislativo para a autonomia açoriana que então foi elaborado.
Foi procurador eleito em representação da Calheta de São Jorge na Junta Geral do Distrito de Angra do Heroísmo (1901)  e vogal da Comissão Distrital de Angra do Heroísmo (1902 – 1904).

## Principais obras publicadas
- 1894 — Oração fúnebre do conde Sieuve de Meneses. Angra do Heroísmo, Typ Minerva.
- 1891 —  Topographia da ilha Terceira, ou Descripção phisica, política, civil, eclesiástica e histórica da ilha Terceira dos Açores.  (2.ª edição, coordenada e anotado por José Alves da Silva), Angra do Heroísmo, Typ. Minerva.
- 1892 — A conferência do Dr. José Júlio Rodrigues. Angra do Heroísmo, Typ. Minerva.